# Kathleen Edwards
Kathleen Edwards (Ottawa, 11 luglio 1978) è una cantautrice canadese.

## Discografia
Album in studio
- 2003 - Failer
- 2005 - Back to Me
- 2008 - Asking for Flowers
- 2012 - Voyageur
- 2020 - Total Freedom

EP
- 1999 - Building 55
- 2003 - Live from the Bowery Ballroom